# Max Weinthal
Max Weinthal (* 10. August 1892 in Harburg; † 22. Februar 1943 in Auschwitz) war ein deutscher Kaufmann und Opfer des Holocaust. Er besaß eine Papier-Im- und Exportfirma.

## Biografie
Max Weinthal lebte in Harburg und Hamburg.

### Harburg

#### Deutsches Kaiserreich
Weinthal wurde im Jahr 1892 zur Zeit des Deutschen Kaiserreichs in Harburg als Jude geboren. Er war das einzige Kind seiner Eltern, von Frida, geborene Mindus (geboren am 22. Juli 1870 in Schwerin, Suizid am 19. Juli 1942) und Josua Weinthal (geboren am 25. August 1861, gestorben am 1. Juli 1936).
Max Weinthals Vater eröffnete nach der Geburt seines Sohnes in Harburg ein Herrenkonfektionshaus. Dieses verkaufte er im Jahr 1912. Im Anschluss an den Verkauf zog die Familie von Harburg nach Hamburg.

### Hamburg

#### Weimarer Republik
Den Ersten Weltkrieg erlebte Weinthal als Frontsoldat. Kriegsversehrt kehrte er aus diesem zurück.
1920 wurde auf seinen Namen in das Handelsregister der Hamburger Handelskammer eine Papier-Im- und Exportfirma eingetragen.
Weinthal heiratete Gertrud Wulf und wurde im Jahr 1923 Vater eines Sohnes. Die Ehe zerbrach und Max Weinthal bereitete es Probleme, den finanziellen Verpflichtungen für seinen Sohn Günther nachzukommen.
1926 übertrug Weinthal seinem Vater die Papier-Im- und Exportfirma. Diese wurde ein Jahr später aus dem Handelsregister gelöscht.
Max Weinthal trat in das Unternehmen seines Vaters ein, das dieser in der Weimarer Republik gegründet hatte; eine Lederfärberei. Die Färberei musste Ende der 20er Jahre aus finanziellen Gründen geschlossen werden.
Den eigenen und den Lebensunterhalt seiner Familie bestritt Josua Weinthal im Weiteren mithilfe einer finanziellen Unterstützung durch das Wohlfahrtsamt. Auch war er als Vertreter von Firmen tätig. Die zu zahlende Wohnungsmiete konnten Weinthals durch die Aufnahme eines Untermieters senken. Auch der Verkauf von Wertgegenständen aus dem familiären Besitz trug zu einer finanziellen Entlastung bei.
Zudem gründete Josua Weinthal mit seinem Sohn ein neues Unternehmen; Weinthal's Wäschebetrieb. Dessen Kunden wurden mit Bettwäsche und Tischdecken beliefert.
Zwischenzeitlich starb Günthers Mutter. Nach ihrem Tod zog Weinthals Sohn zu seinem Vater. Damit entfielen die Unterhaltszahlungen. Günther Weinthal machte nach dem Volksschulabschluss eine Lehre als Bäcker.

#### Nationalsozialismus
Während der Zeit des Nationalsozialismus starb 1936 Josua Weinthal. 1937 wurde Max Weinthal wegen Rassenschande inhaftiert. Im Jahr 1938 erfolgte seine Entlassung aus der Haft. Die Vorwürfe hatten sich als haltlos erwiesen, die gegen ihn erhoben worden waren. Weinthals Mutter geriet während der Inhaftierung ihres Sohnes in finanzielle Not. Sie wandte sich deshalb an das Wohlfahrtsamt, nahm einen weiteren Untermieter auf und verkaufte Gegenstände aus ihrem Besitz.
Nach dem Novemberpogrom 1938 erfolgte zum wiederholten Mal eine Inhaftierung von Max Weinthal. Zwei Wochen musste er im Polizeigefängnis Fuhlsbüttel verbleiben.
Im April 1939 wurde die Frida Weinthal gewährte Unterstützung seitens des Wohlfahtsamtes gestrichen.
Als Frida Weinthal im Sommer 1942 in das Ghetto Theresienstadt deportiert werden sollte, vergiftete sie sich mit Tabletten.
Drei Monate später wurden Max und Günther Weinthal aus unbekannten Gründen inhaftiert. Sie kamen in das Polizeigefängnis Fuhlsbüttel. Von dort aus wurden sie im Januar 1943 nach Auschwitz gebracht. In Auschwitz erfolgte wenige Wochen später ihre Ermordung.

## Gedenken
In Harburg wurde ein Stolperstein zur Erinnerung an Max Weinthal verlegt. Auch seiner  Mutter wird mit einem Stolperstein gedacht. Ebenso gibt es einen Stolperstein, der an Max Weinthals Sohn Günther erinnert.

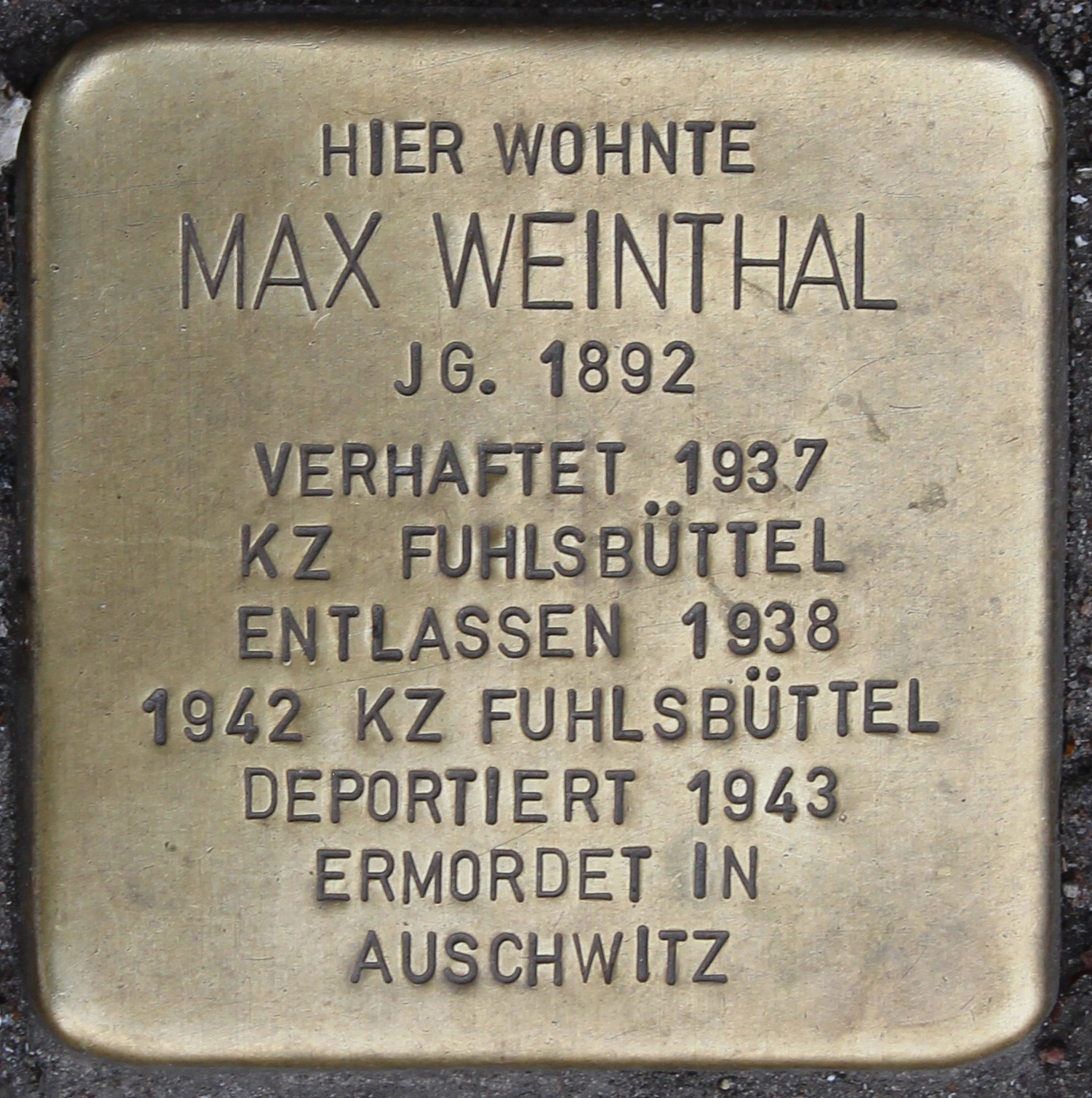
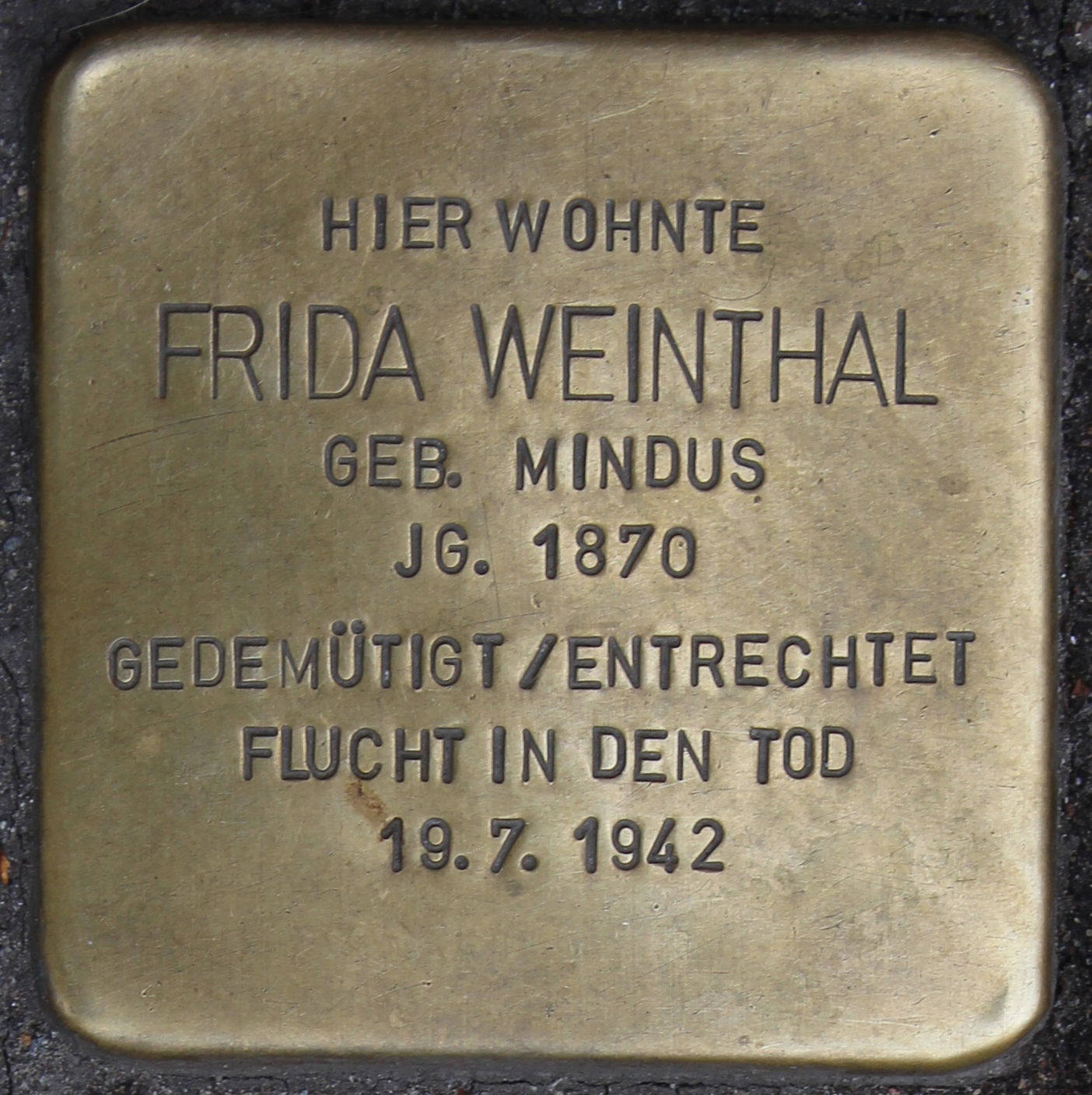
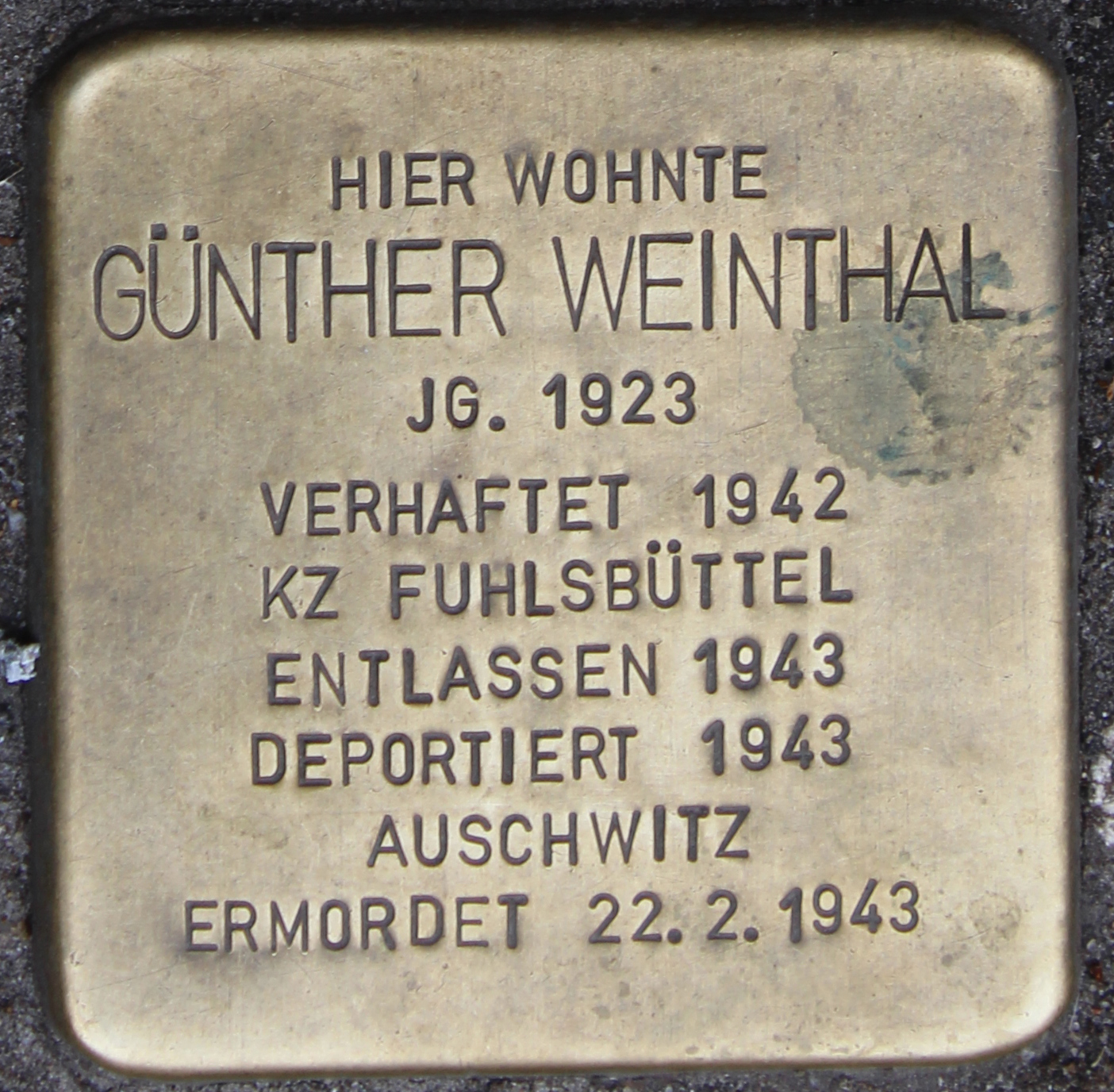